# Финале Светског првенства у фудбалу за жене 2003.
Финале ФИФА Светског првенства за жене 2003. је била фудбалска утакмица која је одредила победника ФИФА Светског првенства за жене 2007. на којем су учествовале женске репрезентације чланица ФИФА. Играно је 12. октобра 2003. и победила је Немачка, која је у продужецима савладала Шведску резултатом 2 : 1.
Турнир су у кратком року организовале Сједињене Државе, након повлачења Кине због избијања САРС-а, а финале је одржано у Хоум дипо центар, малом фудбалском стадиону у Карсону, Калифорнија, близу Лос Анђелеса. Обе финалисткиње су завршиле на врху својих група у европским квалификацијама и састале су се у финалу УЕФА женског првенства 2001, коју је освојила Немачка. Немачка је ушла у меч као фаворит, пошто је завршила на врху Групе Ц и остварила победу против браниоца титуле Сједињених Држава у полуфиналу. Шведска је изашла из „групе смрти“ тако што је завршила на другом месту иза Сједињених Држава и победила Бразил и Канаду у ранијим нокаут фазама.
Шведска је на полувреме отишла са вођством од 1 : 0 након гола Хане Љунгберг, али је почетком другог полувремена примила изједначујући гол Немачкој који је постигла Марен Мајнерт. Утакмица је остала нерешена на 1 : 1 и одлучена је златним голом Није Кинцер главом у осмом минуту надокнаде. Кинцеров ударац главом био је последњи златни гол који је постигнут у званичној међународној утакмици. Немачка је освојила бронзану медаљу на Летњим олимпијским играма 2004. победивши Шведску и поновила као шампион Светског првенства 2007. против Бразила.

## Позадина
Финале 2003. означило је дванаести сусрет између Немачке и Шведске у међународном женском фудбалу и трећи пут у утакмици ФИФА Светског првенства за жене.  Ова два тима су се састала у финалима УЕФА женског првенства 1995. и 2001. године, које је обе победила Немачка. Немачка је победила у шест претходних мечева против Шведске и изгубила преосталих пет, укључујући пораз од 2 : 1 у последњем мечу на Купу Алгарвеа 2002. године. Немачка је претходно завршила као другопласирана на Светском првенству у фудбалу за жене 1995. године, док је Шведска 1991. завршила на трећем месту победивши Немице у утешној утакмици.

## Пут до финала
| Pos | Тим       | О | Бод. |
| --- | --------- | - | ---- |
| 1   | Немачка   | 3 | 9    |
| 2   | Канада    | 3 | 6    |
| 3   | Јапан     | 3 | 3    |
| 4   | Аргентина | 3 | 0    |

| Pos | Тим              | О | Бод. |
| --- | ---------------- | - | ---- |
| 1   | Сједињене Државе | 3 | 9    |
| 2   | Шведска          | 3 | 6    |
| 3   | Северна Кореја   | 3 | 3    |
| 4   | Нигерија         | 3 | 0    |

### Немачка
Немачка се квалификовала тако што је предњачила у Групи 4, завршивши са шест победа, 30 постигнутих голова и једним примљеним голом.  Били су смештени у Групу Ц заједно са Јужноамеричким вицешампионом Аргентином, Северноамеричким вицешампионом Канадом и победником интерконтиненталног плеј-офа Јапаном. Тим, који је селектирала Тина Тојне Мајер и који је пре почетка турнира проглашен за фаворита, обично је играо у формацији 4–5–1 са Биргит Принц или 4–4–2 са Принц и још једним нападачем, уз подршку Бетине Вигман која је водила везни ред и млађе таленте. Немачка је у четвртом минуту прве утакмице примила гол од канађанке Кристин Синклер, која је искористила слободан ударац и дала гол главом, али је Немачка пре полувремена изједначила из једанаестерца који је досуђен за игру руком, а казну је извела Вигман. Немице су повели почетком другог полувремена ударцем главом Стефани Готшлих у 47. минуту, након чега су уследили голови Биргит Принц и резерве Керстин Гарефрекес и поставивши коначан резултат од 4 : 1.
Тим је победио са 3 : 0 у свом другом мечу против Јапана, заузевши прво место у Групи Ц са шест бодова, користећи своју физичку предност и непрекидне нападе. Сандра Минерт је погодила у 23. минуту након скока, а уследили су ударци Биргит Принц у 36. и 66. минуту. Немачка се пласирала у нокаут фазу на врху Групе Ц победивши Аргентину са 6 : 1 у свом трећем мечу, освојивши девет поена и надмашивши противнике са 13 : 2. Слом Аргентине почео је у трећем минуту поготком Марен Мајнерт, након чега је уследио још један за њу, пенал за Вигмана и полуволеј за Биргит Принц у првом полувремену. Тим је изгубио дефанзивца Стефи Џонс због повреде колена у другом полувремену и примио утешни гол Аргентини пре него што је постигао два гола на крају меча и повећао предност.
Немачка је играла у четвртфиналу против Русије, вицешампиона Групе Д, на ПГЕ Парку у Портланду, Орегон. Тим је водио 1 : 0 на полувремену, након гола Мартине Милер у 25. минуту. Немачка се одвојила почетком другог полувремена и постигла три гола у интервалу од пет минута, укључујући и ударце Минерт, замене Пије Вундерлих и Гарефрекеса. Русија је постигла утешни гол у 70. минуту, али је Немачка постигла још три гола у последњих десет минута, још један Гарефрекес и два Принца.
У полуфиналу, Немачка се суочила са Сједињеним Државама и победила их резултатом 3 : 0. Керстин Гарефрекес је главом после ударца из корнера у 15. минуту постигла гол за Немице, док су Сједињене Државе кренуле офанзивно са формацијом 3–4–3 у другом полувремену али су прокоцкале неколико шанси за изједначење. Американци су гурали напред и остављали се отвореним за контранападе, тако су и примивши два гола у надокнади времена, које су постигле Мајнерт и Принц.

### Шведска
Шведска је завршила на првом месту у Групи 2, победивши у пет мечева и изгубивши један, са укупном гол разликом од 27-4, од најбоље другопласиране Данске. Играли су у Групи А, која је названа „групом смрти“ за јаку поставу браниоца светског шампиона и домаћина Сједињених Држава, афричког шампиона Нигерије и шампиона Азије Северне Кореје. Шведска је изгубила са 3 : 1 у свом уводном мечу против Сједињених Држава у Вашингтону, два пута примивши у првом полувремену голове које су постигле Кристин Лили и Синди Парлоу, обе којима је асистирала Миа Хам. Водство је смањила на 2 : 1 у 55. минуту преко Викторије Сендел Свенсон, којим је завршила дуг пас Хане Љунгберг, али је амерички нападач Шенон Бокс постигао гол у 78. минуту и донео победу домаћину.
Четири дана касније у Филаделфији, Шведска је победила Северну Кореју резултатом 1 : 0 раним голом Свенсона у седмом минуту, изједначивши их за друго место у групи. Шведска је завршила на другом месту у групи А и пласирала се у четвртфинале после победе над Нигеријом од 3 : 0 у Колумбусу у Охају, постигавши сва три гола у другом полувремену. Љунгберг је постигла два гола у 56. и 79. минуту, први је дала главом, а други је дала на пас Терезе Шегран, а капитен Малин Мострем је погодила у 81. минуту.
У четвртфиналу на стадиону Жилет, Шведска се суочила са Бразилом, који их је претходно победио на Светском првенству 1995. и Летњим олимпијским играма 2000. године. Свенсон је дала гол у контранападу у 23. минуту, али је Бразил изједначио пре полувремена пеналом који је извела Марта након што ју је шведски голман Софија Лундгрен (која је заменила стартног голмана Каролин Јонсон) саплела у шеснаестерцу. Шведској је досуђен слободан ударац на 24 yd (22 m) од гола у 53. минуту, који је Малин Андерсон претворио у гол, док је тим одолио нападима бразилки и резултат је остао 2 : 1.
Швеђани су затим играли у полуфиналу против Канаде, која је у четвртфиналу остварила победу над Кином. Утакмица је у првом полувремену остала без голова. У 64. минуту канадски везиста Кара Ланг, који је извела слободан ударац са 35 yd (32 m) и лопта је шведском голману Џонсону исклизнуо из руку и ушао у гол. Шведски селектор Марика Домански Лифорс искористила је све три замене да доведе више нападача, а гол и уједно и изједначење је у 79. минуту постигла Малин Мостром из слободног ударца. Резервни нападач Јосефина Оквист постигла је победнички гол за Шведску шест минута касније, шутнула одбијену лопту и постигла гол, након ударца Хане Љунгберг, који је одбранила голман Тарин Свјатек.

## Утакмица

### Кратак преглед
На путу до финала, Немачка је проглашена за благог фаворита због својих јаких везних играча и великог броја постигнутих током ранијих рунди турнира. Оба тима су играла са 4–4–2 формацијама да би почели меч, али Немачка је распоредила једног од својих нападача на дубљу позицију уместо у тандему на врху. Румунски званичник Флоареа Кристина Јонеску изабрана је за судију финала.
Шведска је имала већину поседа лопте у првом полувремену, победила је у више дуела у везном реду и направила више шанси за гол. Немачка је у великој мери изводила контранападе покушавајући да покрије празнине у свом везном реду које су такође остављале њихове нападаче изоловане.[39] Шведска нападачица Викторија Свенсон и немачка Бригит Принц имале су по две прилике за постизање гола близу границе од пола сата, изнудивши одбрану Силке Ротенберг и Каролин Јонсон. Малин Андерсон је покушала полуволејом са 25 yd (23 m) у 30. минуту да савладао Ротенберг, али је ударац прошао преко пречке. Уводни гол је у 41. минуту постигла шведска плејмејкерка Хана Љунгберг, која је на додавање Викторије Свенсон шутирала поред голана Ротенберг и постигла гол са 15 yd (14 m).
Немачка је започела друго полувреме постигавши изједначујући гол у року од 40 секунди ударцем Марен Мајнерт из казненог простора. Керстин Гарефрекес је пресрела пас на половини Шведске и додала је Принц, који је додала искоса лопту Мајнерт близу ивице казненог простора. Шведска је заменила два везњака и одговорила повлачењем више у дефанзиву, док је Љунгбергу и Свенсону дозволила да искористе своју брзину за стварање шанси. Немачка, охрабрена голом и са контролом темпа игре од стране везисте Бетине Вигман. У 58. минуту није им признат једанаестерац након што је Гарефрекесову саплела у петерцу одбрамбени играч Јане Торнквист.
Пред крај регуларног времена, Љунгберг је створила три шансе да поврати вођство које су пропуштене или одбрањене. Њен први покушај у 81. минуту био је промашај док је била отворена у петерцу и пала је на Фриду Осберг, која је главом убацила лопту у мрежу али са спољне стране. Љунгбергин други покушај је био шут директно у Ротенберг, док су трећи пресрела два немачка одбрамбена играча који су се сударили са њом.ref name="FIFA-Summary"/> Љунгберг је затим главом упутила лопту која је пала до Свенсон, коју је промашила са 20 yd (18 m)  Утакмица је остала нерешена на 1 : 1 и напредовала је у продужетке изненадне смрти пошто су две стране размењивале шансе за гол у игри од краја до краја.  Судија Флоареа Кристина Јонеску досудио је слободан ударац са 35 yd (32 m) након што је Керстин Штегеман пала после старта Свенсон. Рената Лингор је у 98. минуту пронашала Нију Кунцер, замену у другом полувремену и међу најнижим играчима на терену, која је скочила изнад Кристин Бенгтсон и главом постигла златни гол. Немачка је славила своју победу од 2 : 1 певајући верзију Гвантанамере, док се шведска менаџерка Марика Домански Лифорс сукобила са судкињом Јонеску због њеног контроверзног досуђивања слободог ударца после кога је постигнут гол.

### Детаљи
| Немачка                               | (2 : 1)  | Шведска            |
| ------------------------------------- | -------- | ------------------ |
| - Марен Мајнерт 46’ - Нија Кинцер 98' | Извештај | - Хана Љунгерг 41’ |

| Немачка | Шведска |

| Гол             | 1  | Силке Ротенберг    |  |     |
| Одб             | 2  | Керстин Стегеман   |  |     |
| Одб             | 17 | Аријане Хингст     |  |     |
| Одб             | 13 | Сандра Минерт      |  |     |
| Одб             | 19 | Стефани Готшлик    |  |     |
| Сре             | 18 | Керстин Гарефрекес |  | 76’ |
| Сре             | 10 | Бетина Вегман (к)  |  |     |
| Сре             | 6  | Ренате Лингор      |  |     |
| Сре             | 7  | Пиа Вунделик       |  | 88’ |
| Нап             | 14 | Марен Мајнерт      |  |     |
| Нап             | 9  | Биргит Принц       |  |     |
| Замене:         |    |                    |  |     |
| Нап             | 11 | Мартина Милер]     |  | 76’ |
| Одб             | 4  | Нија Кунцер        |  | 88’ |
| Селектор:       |    |                    |  |     |
| Тина Тене Мејер |    |                    |  |     |

| Гол                    | 1  | Каролин Џенсон           |  |     |
| Одб                    | 4  | Хана Марклунд            |  |     |
| Одб                    | 2  | Каролина Вестберг        |  |     |
| Одб                    | 3  | Џејн Тернквист           |  |     |
| Одб                    | 7  | Сара Ларсон              |  | 76’ |
| Сре                    | 9  | Малин Андерсон           |  | 53’ |
| Сре                    | 6  | Малин Мострем (к)        |  |     |
| Сре                    | 18 | фрида Естберг            |  |     |
| Сре                    | 17 | Ана Сјестрем             |  | 53’ |
| Нап                    | 10 | Хана Љунгберг            |  |     |
| Нап                    | 11 | Викторија Сандел Свенсон |  |     |
| Замене:                |    |                          |  |     |
| Сре                    | 14 | Линда Фагерстрем         |  | 53’ |
| Сре                    | 15 | Терез Сјегран]           |  | 53’ |
| Одб                    | 5  | Кристин Бенгстон         |  | 76’ |
| Селектор:              |    |                          |  |     |
| Марика Домански Лифорс |    |                          |  |     |

| Званичници - Помоћне судије: - Ирина Мирт (Румунија) - Катарзина Вјерзбовска (Пољска) - Четврти судија: Соња Денонкурт (Канада) |

## Сумирање
Немачка је постала први тим који је престигао Сједињене Државе на врху ФИФАине Светске ранг листе за жене, која је успостављена непосредно пре Светског првенства. Капитен Немачке Бетина Вигман и нападач Марен Мајнерт су се повукле из репрезентације после меча. Кунцерин ударац главом био је последњи златни гол који је одлучио званичну међународну утакмицу, пошто је ФИФА то правило постепено укинула. Такође је проглашен за гол године 2003. према анкети читалаца Спортсчауа, поставши први женски гол који је представљен у анкетама.
Две финалискиње су се поново састали у мечу за бронзану медаљу на Летњим олимпијским играма 2004, у утакмици где је Немачка победила са 1 : 0. Немачка је постала први тим који је узастопно освојио светска првенства за жене, победивши Бразил са 2 : 0 у финалу 2007. одиграном у Шангају.